# Вілкокс (округ, Алабама)
Шаблон:StateAbbr_ 31°59′06″ пн. ш. 87°18′39″ зх. д. / 31.985° пн. ш. 87.310833333333° зх. д.
Округ Вілкокс (англ. Wilcox County) — округ (графство) у штаті Алабама США. Ідентифікатор округу 01131.

## Історія
Округ Вілкокс був названий на честь лейтенанта Джозефа М. Вілкокса, офіцера з Коннектикуту, який був убитий в бою з індіанцями на березі річки Алабама в цьому регіоні в 1814 році.

## Клімат
Середня річна температура становить 63,3 градусів за Фаренгейтом. У січні вона становить 41,5 градусів, у той час як температура липня становить 80,9 градусыв. Середньорічна кількість опадів становить 48,7 дюйма. Снігопади рідкісні. Переважаючі вітри південні. Середня тривалість вегетаційного періоду в окрузі становить 239 днів.

## Демографія
За даними перепису 2000 року
загальне населення округу становило 13183 осіб, усе сільське.
Серед мешканців округу чоловіків було 6142, а жінок — 7041. В окрузі було 4776 господарств, 3378 родин, які мешкали в 6183 будинках.
Середній розмір родини становив 3,31.
Віковий розподіл населення поданий у таблиці:
| Стать    | До 15 років | 15-21 | 22-29 | 30-39 | 40-49 | 50-65 | 65-85 | Понад 85 |
| -------- | ----------- | ----- | ----- | ----- | ----- | ----- | ----- | -------- |
| Чоловіки | 1668        | 768   | 547   | 786   | 801   | 892   | 597   | 83       |
| Жінки    | 1635        | 739   | 658   | 900   | 953   | 1026  | 941   | 189      |

## Суміжні округи
- Даллас — північний схід
- Лаундс (схід-північний схід)
- Батлер (схід-південний схід)
- Монро — південь
- Кларк — південний захід
- Маренго — північний захід

## Виноски
1. ↑  American FactFinder. Бюро перепису населення США. Архів оригіналу за 26 лютого 2012. Процитовано 31 січня 2008.
2. ↑  Oregon: Population of Counties by Decennial Census: 1900 to 1990 — Бюро перепису населення США (англ.)
3. ↑  http://factfinder2.census.gov
4. ↑  Архівована копія. Архів оригіналу за 11 серпня 2012. Процитовано 2 червня 2012.{{cite web}}:  Обслуговування CS1: Сторінки з текстом «archived copy» як значення параметру title (посилання)